# Будівельний пісок
Піски́ будіве́льні (рос. пески строительные, англ. construction sands, quarry sands, mason's sands, mortar sands, нім. Sande m pl für Bauzwecke) — найбільша функціональна група пісків, що використовуються для всіх видів бетонів і будівельних розчинів, а також для облаштування доріг та інших будівельних робіт.
Будівельний пісок — згідно ГОСТ 8736-2014 будівельний пісок — це неорганічний сипучий матеріал з крупністю зерен до 5 мм, що утворився в результаті природного руйнування скельних гірських порід і отримується при розробці піщаних і піщано-гравійних родовищ без використання або з використанням спеціального збагачувального обладнання.
Піски будівельні поділяють на природні (природні і збагачені) і штучні, що отримують спеціальним дробленням скельних гірських порід. До природних відносять піски крупністю 0,05-5 мм.
Якість будівельних пісків характеризується їх ґранулометричним (зерновим) складом, вмістом пилувато-глинистих частинок, органічних і шкідливих домішок; середньою густиною зерен піску; вологістю.
За крупністю зерен природні будівельні піски поділяються на групи: крупні, середні, дрібні і дуже дрібні.
Шкідливі домішки мінералів і порід (гіпс, пірит, слюда та інші), а також органічних речовин, як правило, обмежуються або не допускаються.
Серед родовищ пісків за генезисом виділяються алювіальні, льодовикові, морські, озерні, елювіальні, делювіальні, пролювіальні і еолові.
Пісок підрозділяється на: природний і збагачений з відсівів дроблення. Пісок з відсівів дроблення характеризується межею міцності вихідної гірської породи при стиску в водонасиченому стані.
Піски природні, збагачені і з відсівів дроблення в залежності від зернового складу підрозділяються на групи: підвищеної крупності, крупний, середній, дрібний і дуже дрібний. Збагачений пісок з відсівів дроблення підрозділяється на три групи: підвищеної крупності, крупний і середній.
Пісок характеризується зерновим складом, вмістом пилевидних і глинистих частин.